# 华山乡
华山乡是中国黑龙江省哈尔滨市巴彦县下辖的一个乡，位于巴彦县腹地。

## 行政区划
现辖：
新生村、少凌村、满井村、联明村、通达村和平原村。